# Hiroki Mutō
Hiroki Mutō (japanisch 武藤 弘樹; * 26. Juni 1997) ist ein japanischer Bogenschütze.

## Karriere
Hiroki Mutō vertrat Japan bei den Olympischen Jugend-Sommerspielen 2014 in Nanjing, bei denen er im Einzel und im Mixed jeweils im Viertelfinale ausschied. Bei den Asienspielen 2018 in Jakarta erreichte er im Einzel das Achtelfinale, während er mit der Mannschaft den siebten Platz belegte.
Bei den 2021 ausgetragenen Olympischen Spielen 2020 in Tokio ging Mutō in drei Konkurrenzen an den Start. Im Mixed qualifizierte er sich mit Azusa Yamauchi für die K.-o.-Runde, in der die beiden gegen das französische Team mit 3:5 verloren. Im Mannschaftswettbewerb folgte nach einem vierten Rang in der Platzierungsrunde ein Sieg gegen die US-amerikanische Mannschaft, ehe Mutō gemeinsam mit Takaharu Furukawa und Yūki Kawata im Halbfinale der südkoreanischen Mannschaft mit 4:5 knapp unterlag. Beim entscheidenden letzten Schuss platzierte der Südkoreaner Kim Je-deok seinen Pfeil näher in der Zielmitte als Kawata. Mit ebenfalls 5:4 setzten sich die Japaner schließlich im Duell um den dritten Platz gegen die Niederlande durch, womit Mutō, Furukawa und Kawata die Bronzemedaille gewannen. Im Einzel beendete Mutō die Platzierungsrunde mit 678 Punkten zwar auf dem fünften Rang unter den 64 Startern, er schied danach aber bereits in der ersten Runde aus.